# Años 1600
Los años 1600 o década del 1600 se extendió desde el 1 de enero de 1600 y terminó el 31 de diciembre de 1609.

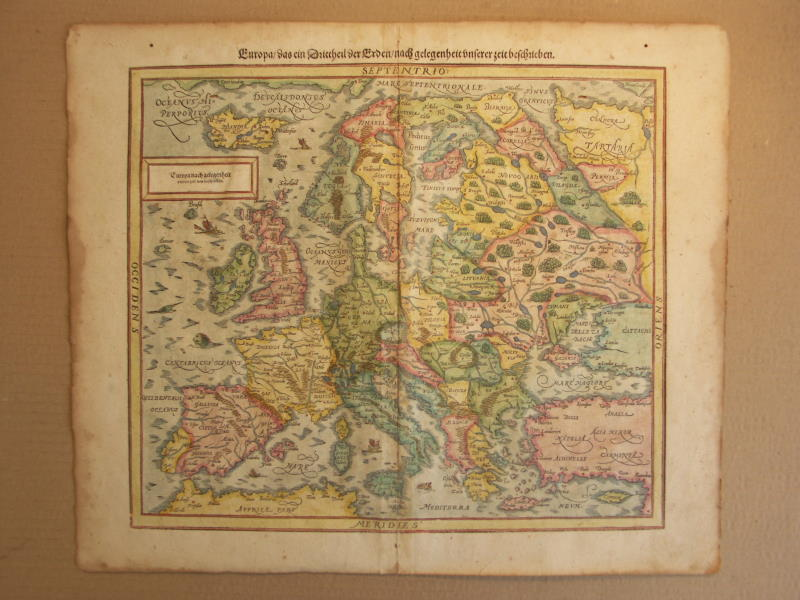
Mapa de Europa en el año 1600.

## Acontecimientos
- 11 de enero de 1601: la corte del rey Felipe III se traslada de Madrid a Valladolid, con arreglo a una orden oficial del día anterior.[1]
- 17 de enero de 1601: Tratado de Lyon entre Francia, España y el ducado de Saboya para poner fin a la guerra entre Carlos Manuel I de Saboya, duque de Saboya, y el rey francés Enrique IV.[2]
- 8 de febrero de 1601: Robert Devereux, II conde de Essex favorito de la reina Isabel I de Inglaterra conspira contra esta pero fracasa.[3]
- 9 de febrero de 1601: Felipe III se muda a Valladolid.[1]
- 27 de febrero de 1600 - Muerte de Giordano Bruno por herejía en Roma.[4]
- 25 de febrero de 1601: Robert Devereux, II conde de Essex decapitado en la Torre de Londres.[3]
- 5 de julio de 1601: Los tercios del Imperio español ponen sitio a la ciudad de Ostende.
- 2 de septiembre de 1601: Expedición española a Irlanda.[5]
- 25 y 26 de noviembre de 1601: en la región de Zelanda (Países Bajos), una inundación hace desaparecer para siempre la aldea de Vremdijke (también Vroondijk, Vremdic, Frondic o Vrandic).
- 1601: William Shakespeare publica Hamlet.[6]
- 3 de enero de 1602: Batalla de Kinsale entre Inglaterra y los rebeldes irlandeses apoyados por España.[7]
- 20 de marzo de 1602: Fundación de la Compañía Neerlandesa de las Indias Orientales.[8]
- Junio de 1602: James Lancaster, de la Compañía Británica de las Indias Orientales, desembarca en Aceh (Sumatra), donde establece un puesto comercial y saquea un galeón portugués.
- 12 de diciembre de 1602: Ginebra repele con éxito un ataque por parte de las fuerzas combinadas de ducado de Saboya y de España.[9]
- 1602: España y Persia sellan una alianza militar en contra del Imperio otomano.[10]
- 1602: El misionero jesuita Jerónimo de Angeluin llega a Japón.[11]
- 1602: Una compañía privada de Copenhague obtiene el monopolio comercial sobre Islandia.[12]
- 1602: William Shakespeare publica Troilo y Crésida y A buen fin no hay mal principio.[13][14]
- 1 de enero de 1603: Fundación de Salamanca (Guanajuato, México)[15]
- 24 de marzo de 1603: Japón - La sede del gobierno japonés se establece en Tokio.
- 24 de marzo de 1603: Fundación del Shogunato Tokugawa.[16]

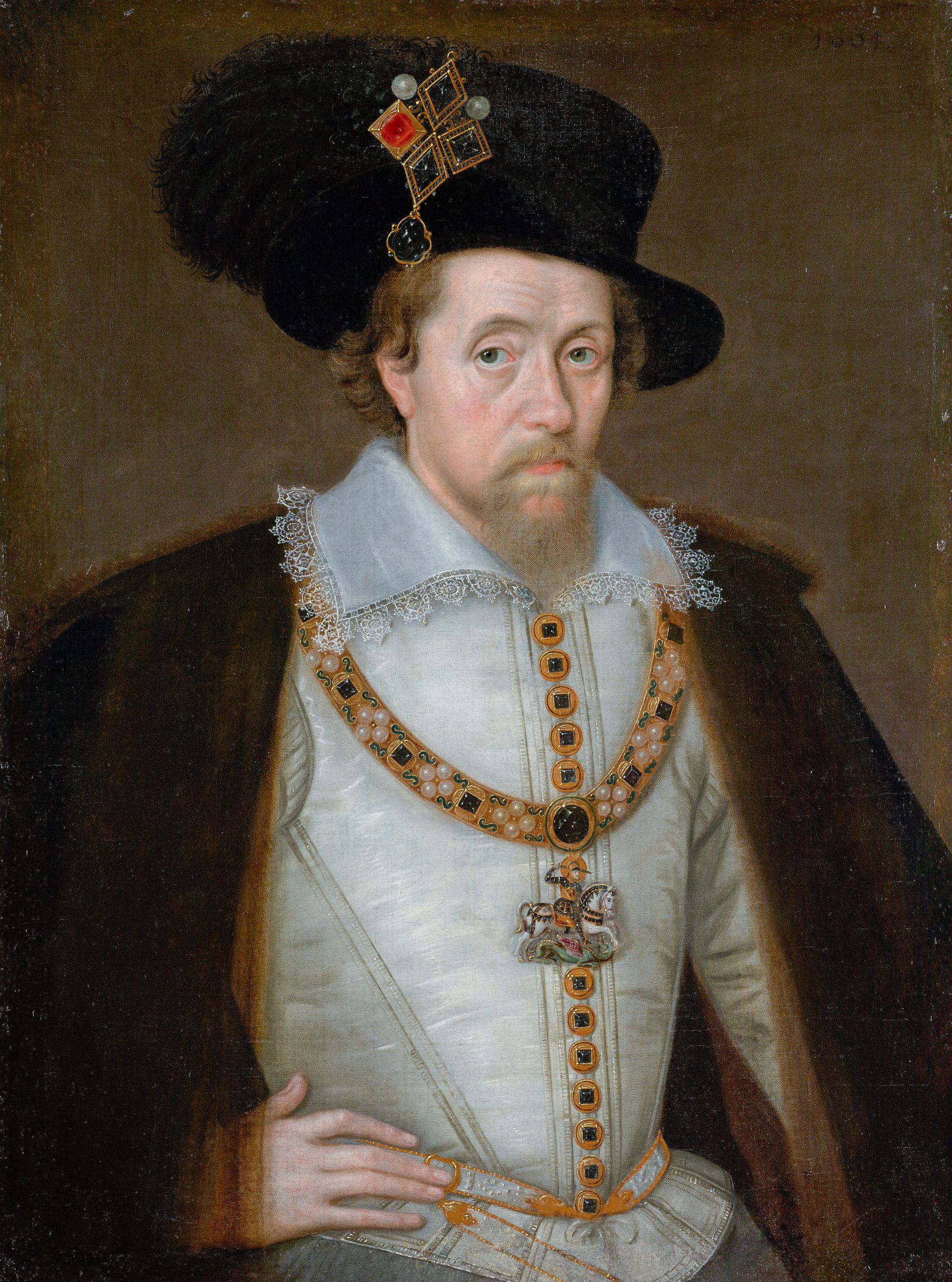
Jamer I,

- 24 de marzo de 1603: Fallece la reina Isabel I de Inglaterra.[17]Jamer I,25 de julio de 1603: Coronación de Jacobo I como rey de Inglaterra.[18]
- verano de 1603: Se descubre el continente antártico.[19]
- agosto de 1603: Fundación de la Academia de los Linces (Accademia dei Lincei).[20]
- 29 de septiembre de 1603: Países Bajos - Ambrosio Espínola toma el mando del sitio de Ostende.
- 3 de octubre de 1603: Filipinas - Sublevación de los colonos chinos contra las autoridades españolas.
- primavera de 1604: Miembros de la expedición de Samuel de Champlain son probablemente los primeros europeos en observar la Cataratas del Niágara.
- 30 de marzo de 1604: Hugh O'Neill pone fin a la Guerra de los Nueve Años irlandesa.[21]
- 25 de abril de 1604: Es fundado el municipio de General Escobedo, Nuevo Leon, México por el capitán José de Treviño.[22]
- 12 de agosto de 1604: Comienzo de Shogunato Tokugawa en Japón.
- 28 de agosto de 1604: firma del Tratado de Londres entre Jacobo I de Inglaterra y Felipe III de España, fin de la Guerra anglo-española de 1585-1604.
- 20 de septiembre de 1604: Concluye el sitio de Ostende con la toma de la ciudad por los tercios españoles de Ambrosio Espínola.
- 27 de septiembre de 1604: es fundado en Bogotá el Colegio Mayor de San Bartolomé.
- 1604: Francia coloniza la Guayana Francesa.
- 7 de octubre de 1604: Fundación de Tomsk, en la Siberia rusa.
- 8 de diciembre de 1604: Gaspar de Zúñiga y Acevedo reemplaza a Luis de Velasco como Virrey del Perú.
- 1604: Francisco de Quevedo escribe la novela picaresca Historia de la vida del Buscón llamado don Pablos.
- 1604: William Shakespeare publica Otelo y Medida por medida
- 16 de enero de 1605: primera edición de El ingenioso hidalgo don Quijote de la Mancha de Miguel de Cervantes.
- 1 de abril de 1605: En Roma (Italia) León XI sucede a Clemente VIII como papa.
- 8 de abril de 1605: Nace el futuro rey Felipe IV de España.
- 16 de mayo de 1605: En Roma, Pablo V sucede a León XI como papa.
- 19 de julio de 1605: en Cantón (China) sucede un terremoto de 6,5 grados en la escala sismológica de Richter.
- 5 de noviembre de 1605: Conspiración de la pólvora de Guy Fawkes para matar a Jacobo I, a su familia y a la mayor parte de la aristocracia protestante volando las Casas del Parlamento de Inglaterra.
- 21 de diciembre de 1605: sale del Callao la expedición de Pedro Fernández de Quirós, en cuyo viaje visitaría la mayor parte de las islas Nuevas Hébridas (desconocidas para los europeos, pero ya habitadas desde antiguo).
- 1604: William Shakespeare publica El rey Lear.
- 1 de enero de 1606: En Chile, se realiza en Santiago de Chile la primera exposición de Artes e Industrias.
- 27 de enero de 1606: Comienza el juicio de Guy Fawkes y otros conspiradores, por conspirar contra el Parlamento y James I de Inglaterra.
- 31 de enero de 1606: Guy Fawkes es ejecutado en la hoguera.
- 9 de febrero de 1606: Pedro Fernández de Quirós descubre la isla volcánica de Mehetia.
- 12 de febrero de 1606: Pedro Fernández de Quirós descubre el atolón Tauere.
- 26 de febrero de 1606: El navegante neerlandés Willem Janszoon, se convierte en el primer europeo en descubrir la costa de Australia.
- 26 de febrero de 1606: Pedro Fernández de Quirós descubre las Islas Pitcairn.
- 4 de marzo de 1606: la corte del rey Felipe III se traslada de Valladolid a Madrid.
- 1607: Se funda Jamestown, Virginia, que se convierte en la primera colonia inglesa permanente en Norteamérica.
- 1608: Se funda la Ciudad de Quebec por Samuel de Champlain, en Nueva Francia (actual Canadá).
- 1609: Los Países Bajos y España, aceptan la Tregua de los Doce Años en la Guerra de los Ochenta Años.
- 1609: Pedro de Peralta, más tarde gobernador de Nuevo México, establece el asentamiento de Santa Fe.
- 1609: Maximiliano I, duque y elector de Baviera establece la Liga Católica.

## Personas destacadas
- Galileo Galilei, astrónomo
- Paolo Sarpi, escritor
- Giordano Bruno
- Lope de Vega, dramaturgo español
- Caravaggio, pintor italiano